# Roosdaal
Roosdaal is een gemeente in de Belgische provincie Vlaams-Brabant. De gemeente telt 12.000 inwoners en heeft een oppervlakte van 21,7 km². De gemeente ligt ten westen van Brussel in de groene rand en behoort tot het agrarische Pajottenland.
Roosdaal wordt omgeven door Liedekerke, Ternat, Lennik, Gooik en Ninove. De grens met Ninove wordt voor een stuk gevormd door de rivier de Dender. De gemeente wordt doorsneden door de Ninoofsesteenweg (N8) die van Brussel naar Ninove loopt.
De naam van de gemeente verwijst naar een veld waar 3 deelgemeenten elkaar raken en zou zijn oorsprong vinden uit een verbastering van het ruisen van het riet in het dal, in het lokale dialect "rausen".

## Geschiedenis
Historisch gezien behoorde grondgebied Roosdaal, althans deelgemeenten Pamel, Strijtem en OLV Lombeek, tot het hertogdom Brabant. Borchtlombeek maakte hoofdzakelijk deel uit van graafschap Vlaanderen.

### Gemeentefusies
Op 1 januari 1965 fusioneerden Pamel, Strijtem en Onze-Lieve-Vrouw-Lombeek. Het was het proefproject van de overheid en de allereerste fusiegemeente van het land. De nieuwe gemeente werd Rosendael gedoopt naar de naam van het veld waar de 3 gemeenten aan elkaar grenzen. Om verwarring met het Nederlandse Roosendaal te vermijden, werd de naam uiteindelijk gewijzigd naar Roosdaal.
Bij de Gemeentelijke herindeling van 1976 kreeg Roosdaal ook nog het grootste deel van Borchtlombeek erbij. De nieuwe woonwijk "De Klei" ging naar Liedekerke, maar bleef parochiaal bij Borchtlombeek horen. Tegelijk kwam er een grenscorrectie tussen Strijtem en Lennik. Aan weerszijden van de Ninoofsesteenweg werd grondgebied uitgewisseld.

### Fruitteelt
Roosdaal staat verder ook bekend om zijn fruitteelt, met name de aardbei, in de volksmond 'jetbees' genoemd. Vroeger waren er in elke straat kleine telers, vandaag is de teelt uit het algemene straatbeeld verdwenen en zit de activiteit geconcentreerd op grote professionele bedrijven die hun producten verkopen via grote veilingen. Naast de aardbeiteelt is ook de teelt van frambozen heel belangrijk. In geen enkele Vlaamse gemeente heeft men dergelijke concentratie aan producten. In Pamel bevindt zich overigens ook het Provinciaal Proefcentrum voor Kleinfruit waar onder andere nieuwe teelttechnieken worden onderzocht.
Voor het huwelijk van Prinses Victoria van Zweden werden speciaal aardbeien uit Roosdaal gebruikt.

## Geografie
Gelegen in het Pajottenland, beschikt Roosdaal voor 75% over een leembodem. In Pamel is echter zandleem de overheersende bodemsoort, zoals typerend voor de hele Dendervallei. Doch, in de buurt op en rond de straten, Pamelse Klei in Pamel en de Kleistraat te Borchtlombeek, zijn vele kleiafzettingen te vinden tot wel één meter diep.
Gezien het glooiende reliëf en de bodemsamenstelling zijn de Roosdaalse akkers dan ook kwetsbaar voor bodemerosie.
Het hoogste punt van Roosdaal bevindt zich op de Berchembosstraat en is gelegen op 94m boven de zeespiegel. Het laagste punt ligt aan de Dender en bedraagt 8m.

### Kernen
Borchtlombeek, Kattem, Ledeberg, Onze-Lieve-Vrouw-Lombeek, Pamel, Poelk en Strijtem.

### Deelgemeenten
| # | Naam                     | Opp. (km²) | Inwoners (2020) | Inwoners per km² | NIS-code |
| - | ------------------------ | ---------- | --------------- | ---------------- | -------- |
| 1 | Pamel                    | 10,95      | 6.530           | 597              | 23097A   |
| 2 | Borchtlombeek            | 3,76       | 2.368           | 630              | 23097B   |
| 3 | Onze-Lieve-Vrouw Lombeek | 3,66       | 1.168           | 328              | 23097A4  |
| 4 | Strijtem                 | 3,27       | 1.587           | 486              | 23097A3  |

## Demografische ontwikkeling
Alle historische gegevens hebben betrekking op de huidige gemeente, inclusief deelgemeenten, zoals ontstaan na de fusie van 1 januari 1977.
Kan EasyTimeline-invoer niet compileren:

Timeline generation failed: 2 errors found

Line 56:  bar:2025 from:0 till: 12021

- Plotdata attribute 'till' invalid.

```
 Date '12021' not within range as specified by command Period.

```

Line 76:  bar:2025 at: 12021 fontsize:S text: 12.021 shift:(-10,5)

- Plotdata attribute 'at' invalid.

```
 Date '12021' not within range as specified by command Period.

```

- Bronnen:NIS, Opm:1806 tot en met 1981=volkstellingen; 1990 en later= inwonertal op 1 januari

| Inwoners van jaar tot jaar op 1 januari 1992 tot heden | Inwoners van jaar tot jaar op 1 januari 1992 tot heden | Inwoners van jaar tot jaar op 1 januari 1992 tot heden |
| jaar                                                   | Aantal                                                 | Evolutie: 1992=index 100                               |
| ------------------------------------------------------ | ------------------------------------------------------ | ------------------------------------------------------ |
| 1992                                                   | 10.235                                                 | 100,0                                                  |
| 1993                                                   | 10.282                                                 | 100,5                                                  |
| 1994                                                   | 10.272                                                 | 100,4                                                  |
| 1995                                                   | 10.318                                                 | 100,8                                                  |
| 1996                                                   | 10.395                                                 | 101,6                                                  |
| 1997                                                   | 10.436                                                 | 102,0                                                  |
| 1998                                                   | 10.435                                                 | 102,0                                                  |
| 1999                                                   | 10.499                                                 | 102,6                                                  |
| 2000                                                   | 10.573                                                 | 103,3                                                  |
| 2001                                                   | 10.617                                                 | 103,7                                                  |
| 2002                                                   | 10.623                                                 | 103,8                                                  |
| 2003                                                   | 10.639                                                 | 103,9                                                  |
| 2004                                                   | 10.641                                                 | 104,0                                                  |
| 2005                                                   | 10.689                                                 | 104,4                                                  |
| 2006                                                   | 10.745                                                 | 105,0                                                  |
| 2007                                                   | 10.788                                                 | 105,4                                                  |
| 2008                                                   | 10.936                                                 | 106,8                                                  |
| 2009                                                   | 11.136                                                 | 108,8                                                  |
| 2010                                                   | 11.163                                                 | 109,1                                                  |
| 2011                                                   | 11.297                                                 | 110,4                                                  |
| 2012                                                   | 11.260                                                 | 110,0                                                  |
| 2013                                                   | 11.265                                                 | 110,1                                                  |
| 2014                                                   | 11.277                                                 | 110,2                                                  |
| 2015                                                   | 11.367                                                 | 111,1                                                  |
| 2016                                                   | 11.494                                                 | 112,3                                                  |
| 2017                                                   | 11.621                                                 | 113,5                                                  |
| 2018                                                   | 11.629                                                 | 113,6                                                  |
| 2019                                                   | 11.631                                                 | 113,6                                                  |
| 2020                                                   | 11.665                                                 | 114,0                                                  |
| 2021                                                   | 11.688                                                 | 114,2                                                  |
| 2022                                                   | 11.735                                                 | 114,7                                                  |
| 2023                                                   | 11.866                                                 | 115,9                                                  |
| 2024                                                   | 11.958                                                 | 116,8                                                  |
| 2025                                                   | 12.021                                                 | 117,4                                                  |

## Politiek

### Lijst van burgemeesters
| Periode    | Naam                          | Geboren/overleden | Partij    |
| ---------- | ----------------------------- | ----------------- | --------- |
| 1965-1982  | Karel van Cauwelaert de Wyels | 1905-1987         | CVP       |
| 1982-1991  | Rik Van Saene                 | 1929-1991         | CVP       |
| 1991-2006  | Joseph Cooman                 | 1933-             | CVP- CD&V |
| 2007-2018  | Christine Hemerijckx          | 1965-             | CD&V      |
| Sinds 2019 | Wim Goossens                  | 1965-             | CD&V      |

De volgende personen maken deel uit van het huidige bestuur:
| College van burgemeester en schepenen | College van burgemeester en schepenen                                                                                   |
| 2024-2030                             | 2024-2030 |
| ------------------------------------- | --- |
| Burgemeester                          | Wim Goossens (CD&V) |
| Schepenen                             | Johan Van Lierde (CD&V) Tom De Koster (CD&V) Emmanuel de Bethune (CD&V) Koen Muyldermans (CD&V) Sofie Bronselaer (CD&V) |

#### Bestuur 2024-2030
Burgemeester blijft Wim Goossens van de CD&V. Deze partij heeft de meerderheid met 12 op 21 zetels.

### Resultaten gemeenteraadsverkiezingen sinds 1976
| Partij               | Partij                               | 10-10-1976 | 10-10-1976 | 10-10-1982 | 10-10-1982 | 9-10-1988 | 9-10-1988 | 9-10-1994 | 9-10-1994 | 8-10-2000 | 8-10-2000 | 8-10-2006 | 8-10-2006 | 14-10-2012 | 14-10-2012 | 14-10-2018 | 14-10-2018 | 13-10-2024 | 13-10-2024 |
| Stemmen / Zetels     | Stemmen / Zetels                     | %          | 21         | %          | 21         | %         | 21        | %         | 21        | %         | 21        | %         | 21        | %          | 21         | %          | 21         | %          | 21         |
| -------------------- | ------------------------------------ | ---------- | ---------- | ---------- | ---------- | --------- | --------- | --------- | --------- | --------- | --------- | --------- | --------- | ---------- | ---------- | ---------- | ---------- | ---------- | ---------- |
|                      | CVP1 / CD&V2                         | 49,091     | 11         | 41,81      | 11         | 53,491    | 11        | 53,341    | 13        | 51,861    | 13        | 49,32     | 12        | 44,312     | 11         | 42,92      | 11         | 47,02      | 12         |
|                      | SP1 / Ons RoosdaalA / sp.a2          | -          |            | 15,361     | 3          | -         |           | 10,571    | 1         | 10,491    | 1         | 28,93A    | 6         | 5,92       | 0          | -          |            | -          |            |
|                      | VU1 / VU&ID2 / Ons RoosdaalA / N-VA3 | 20,491     | 4          | 20,871     | 4          | -         |           | 16,781    | 3         | 15,42     | 3         | 28,93A    | 6         | 34,553     | 9          | 29,13      | 7          | 20,53      | 4          |
|                      | Groen1 / Groen+2                     | -          |            | -          |            | -         |           | -         |           | -         |           | -         |           | -          |            | 11,81      | 2          | 7,92       | 1          |
|                      | Roosdaal Anders1 / SAMEN-Anders2     | -          |            | -          |            | -         |           | -         |           | -         |           | -         |           | -          |            | 10,31      | 1          | 11,62      | 2          |
|                      | Vlaams Blok1 / Vlaams Belang2        | -          |            | -          |            | -         |           | -         |           | 8,241     | 1         | 13,572    | 2         | 4,532      | 0          | 5,92       | 0          | 13,12      | 2          |
|                      | PVV1 / VLD2 / Open Vld3              | -          |            | 15,071     | 3          | -         |           | 19,312    | 4         | 14,012    | 3         | 8,192     | 1         | 7,563      | 1          | -          |            | -          |            |
|                      | EL                                   | -          |            | -          |            | 46,51     | 10        | -         |           | -         |           | -         |           | -          |            | -          |            | -          |            |
|                      | GB                                   | 30,42      | 6          | -          |            | -         |           | -         |           | -         |           | -         |           | -          |            | -          |            | -          |            |
| Anderen(*)           | Anderen(*)                           | -          |            | 6,91       | 0          | -         |           | -         |           | -         |           | -         |           | 3,15       | 0          | -          |            | -          |            |
| Totaal stemmen       | Totaal stemmen                       | 6916       | 6916       | 7152       | 7152       | 7450      | 7450      | 7569      | 7569      | 7892      | 7892      | 8078      | 8078      | 8134       | 8134       | 8491       | 8491       | 6302       | 6302       |
| Opkomst %            | Opkomst %                            |            |            |            |            | 96,29     | 96,29     | 94,58     | 94,58     | 95        | 95        | 96,45     | 96,45     | 93,94      | 93,94      | 94,9       | 94,9       | 68,9       | 68,9       |
| Blanco en ongeldig % | Blanco en ongeldig %                 | 4,45       | 4,45       | 3,03       | 3,03       | 3,93      | 3,93      | 4,36      | 4,36      | 2,8       | 2,8       | 2,96      | 2,96      | 3,13       | 3,13       | 3,2        | 3,2        | 1,7        | 1,7        |

De zetels van de gevormde meerderheid staan vetjes afgedrukt. De grootste partij is in kleur.
De rode cijfers naast de gegevens duiden aan onder welke naam de partijen telkens bij een verkiezing opkwamen. (*) 1982: CCL / 2012: Uw Gemeente

## Toerisme
Door deze gemeente loopt onder meer de fietsroutes Valleitjesroute, Groene Koepelroute, Pajotse Panorama's en de Boerenkrijgroute. Uiteraard leent het jagerspad langszij de Dender zich voor uitstekende fietstochten.
In 2008 Organiseerde het VRT programma Vlaanderen Vakantieland een wedstrijd om het mooiste dorp van Vlaanderen te ontdekken. Deelgemeente Onze-Lieve-Vrouw-Lombeek werd verkozen tot mooiste dorp van Vlaams-Brabant. Het verloor in de finale echter van het Limburgse Oud-Rekem.

## Geboren in Roosdaal
- Victor De Klerck (1848-1885), volksfiguur bekend als de Dikke van Pamel
- Frans Van Cauwelaert (1880-1961), politicus en burgemeester van Antwerpen
- August Van Cauwelaert (1885-1945), dichter-romanschrijver
- Hendrik Borginon (1890-1985), politicus en advocaat
- Karel Van Cauwelaert de Wyels (1905-1987), politicus en burgemeester van Roosdaal
- Hubert van Herreweghen (1920), dichter
- Rik Van Cauwelaert (1950), politiek journalist De Tijd en oud-directeur Knack
- Walter Evenepoel (1953), zanger en auteur
- Ivo van Strijtem (1953), dichter